# 1984年2月1日国鉄ダイヤ改正
1984年2月1日国鉄ダイヤ改正（1984ねん2がつ1にちこくてつダイヤかいせい）では、日本国有鉄道（国鉄）が1984年（昭和59年）2月1日に実施したダイヤ改正について記す。昭和59年2月改正なので「59･2」（ゴーキュウニ）とも呼ばれた。
1980年（昭和55年）10月1日に実施された「減量ダイヤ」改正同様、長距離の優等列車や貨物列車が削減されたが、その一方で近距離電車が増発された。
当時としては異例であった、厳冬期での全国ダイヤ改正の実施となった。

## ダイヤ改正の背景

JRおよび私鉄の輸送キロ推移（旅客/貨物）

国鉄は1964年（昭和39年）度に赤字に転落した後、昭和50年代になると新幹線建設などの出費も重なってその赤字額は莫大なものになり、国鉄経営の再建が叫ばれるようになっていた。1980年（昭和55年）に成立した国鉄再建法においては「昭和六十年度までにその経営の健全性を確保するための基盤を確立（第2条）」することが要求されていた。そして国鉄分割民営化を求める声も日増しに強くなっていき、国鉄は合理化の推進など支出削減を迫られた。
さらに、荒廃した労働現場と職員のモラル低下といった利用者に不安や嫌悪感を与える国鉄自身の問題、モータリゼーションによる自動車などへの移行、度重なる運賃・料金の値上げなどにより、国鉄を利用する旅客や貨物は減少する一方（旅客24 %,貨物6 %のシェア）で、「国鉄離れ」が止まらなかった。
そのため合理化政策の一環として、利用が低迷するようになった分野を大幅に削り、鉄道の長所を生かせる区間についての強化を図ることが考えられ、それがこのダイヤ改正で実施されたのである。

## 改正の内容

### 優等列車の削減
まず旅客では、車両の陳腐化や自動車・高速バス・航空機などへの乗客移行により、閑古鳥が鳴くようになっていた列車を大幅に削ることになった。地方ローカル線へ直通する急行列車や、寝台列車などが主な対象であった。東京駅 - 紀伊勝浦駅間の寝台特急「紀伊」や、高山本線の急行「のりくら」（夜行）等が廃止された。また、廃止は免れたものの、新大阪駅 - 西鹿児島駅間の寝台特急「明星」は鳥栖駅以東について、「あかつき1・4号」との併結運転となった。

### 地方都市圏の普通列車増発
1982年（昭和57年）11月15日の上越新幹線開業に伴うダイヤ改正で広島鉄道管理局下の山陽本線広島駅 - 大野浦駅・岩国駅間で試験導入された“国電形ダイヤ”（15分間隔のパターンダイヤ化）が好成績を収めたことを受け、この改正では、札幌・静岡・名古屋・岡山・福岡の各都市圏でも同様のパターンダイヤが導入され増便が実施された。この結果これらの線区でも乗車率が上昇したため、以後の改正では「地方各線の普通列車増発」も軸とされるようになった。

### 貨物列車の大整理

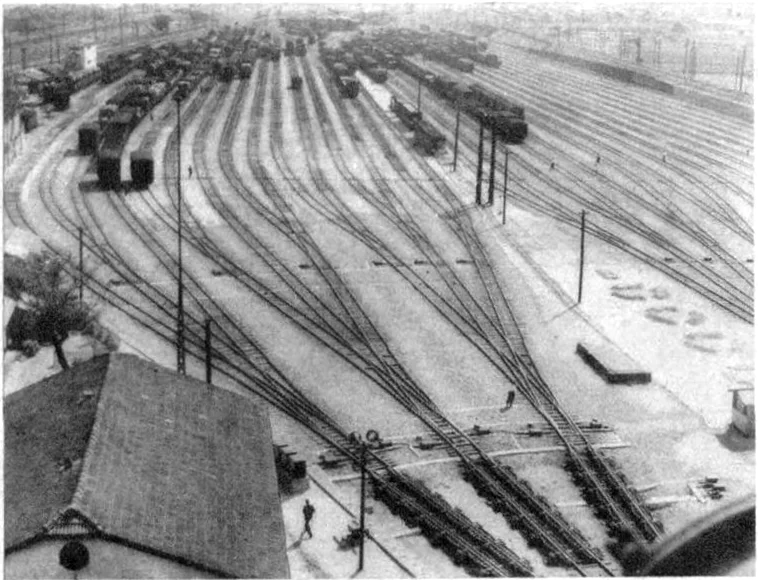
吹田操車場。国鉄再建法による経営改善計画では、昭和60年までの操車場全廃が承認された。

本改正ではついにヤード集結形輸送が全廃されるに至った。それに伴い操車場は全廃された。
この時点で廃止された主な操車場
- 吹田操車場、新鶴見操車場、東灘操車場、大宮操車場、岡山操車場、広島操車場、青森操車場、稲沢操車場、郡山操車場、武蔵野操車場、静岡操車場、香椎操車場、米原操車場、竜華操車場、北上操車場

廃止は全国で100箇所以上に及んだ。なお、一部は貨物駅もしくは正式な旅客駅に役目を変えて現存するほか、武蔵野、北上などの操車場は1986年（昭和61年）まで輸送基地や信号場として施設が利用されていた。

#### 前史
これまでのヤード集結形輸送には、操車場での貨車の組み換えには多大な場所・時間・労力・費用を要し、組み換えを繰り返すその運用上出荷駅への貨車回送にも時間を要し、目的地駅までの到着日時も明確でないという面があることから、昭和40年代にトラック輸送が普及すると「非効率的かつ遅くて割高」ということで利用が急減、末期には空の貨車の操車場間移動しかしていない「普通貨物列車」・「急行貨物列車」、車掌車しか連結していない「解結貨物列車」が多数存在する有様になった。
ヤード集結形輸送による輸送時間の長さや到着日時の不明確さは昭和40年代以前から問題視されていたこともあって昭和43年（1968年）10月ダイヤ改正では貨車の配車・対象列車の指定をコンピュータ管理とするなど扱いを一般貨物と別に区分、特定の貨物駅・操車場でのみ入換を行うことでの速達化、設定対象となる貨物駅間での到着日時を明確化した「地域間急行列車」、昭和53年（1978年）10月ダイヤ改正では地域間急行を他のヤード系輸送と一元化する形で再編した「快速貨物列車」を主要貨物駅間で設定したが、これらの列車も途中停車駅で編成の組み直しを要し、輸送列車を指定しても経路や貨物駅の関係で貨車を継送する場合は到着日時が完全に定まらないといったことがあった。そのため国鉄ではダイヤ改正ごとにヤード集結形輸送から直行形輸送への転換を推進していたが、1980年（昭和55年）以降も年10 %前後国鉄の貨物輸送量が減少する事態に陥り、昭和57年（1982年）11月ダイヤ改正の時点で1985年（昭和60年）以降に予定していた貨物駅削減を前倒しするほどになっていた。

#### ヤード集結形輸送全廃へ
そのため本改正では、貨物列車の種類がコンテナ、物資別適合輸送、一般車扱とされ、ヤード集結形輸送は全廃となった。コンテナ列車は昭和57年（1982年）11月ダイヤ改正時の137本から159本に増強された一方、物資別適合輸送（専用貨物列車）は618本から599本に削減、一般車扱はそれまでの普通・急行・解結貨物合計の2,444本から輸送基地とされた59の貨物駅・旧操車場を拠点とし、物流規模が大きいとされた主要路線・区間に往復単位で設定される車扱直行列車154本、輸送基地と周辺の貨物駅間で設定された集配列車626本に整理された。
全廃により、貨車を1両単位で全国の貨物取扱駅へ送る輸送形態は廃止されることから、地方のローカル線を中心に貨物営業路線は縮小、貨物取扱駅も大幅に削減（851駅→457駅）された。また、接続駅の貨物営業廃止、路線の貨物営業区間縮小によって貨物営業を廃止する私鉄も現れ、別府鉄道はダイヤ改正に合わせて鉄道営業自体を廃止、岡山臨港鉄道もダイヤ改正後に線内の貨物輸送量が激減したことから1984年（昭和59年）末で鉄道事業を廃止した。
貨物列車のコンテナ化を進めるため、従来形よりも製造コストを削減し、外板色を青22号の「コンテナブルー」塗装にしてイメージを一新したC35形 12 ftコンテナの大量投入が開始された。
この頃の国鉄貨物シェアは長距離帯に関してまだ数パーセント程度を占めており、その分野における大量輸送に特化されることとなる。
この改正以降、操車場での組み換えを必要としない「コンテナ輸送」が日本における貨物輸送の主流となっていく。
また、本改正で設定された車扱直行列車と集配列車はそれまでのヤード継走形列車と異なり、対象となる列車と系統を指定したことで貨車の発着日時が明確化されたものの、地域ごとに集配列車で貨車を集め、車扱直行列車の停車する輸送基地において増解結を行う都合、部分的に貨車の入れ換え作業は残ったままであった。そのため1985年（昭和60年）以降も貨物列車の本数や輸送基地・貨物駅の削減が行われ、昭和61年（1986年）11月のダイヤ改正で車扱直行列車と集配列車自体が全廃され、以後は専用貨物列車と高速貨物列車の2種別体制となっている。

### 鉄道郵便の大幅縮小
郵政省（現、日本郵政グループ）もこの改正に合わせて、鉄道による郵便輸送を大幅に削減した。それまでの職員が乗務しての車内での区分け作業を廃止し、地域区分局を設置してトラック輸送に切り替えた。結果、車内作業を伴う郵便電車・気動車・客車はこの改正で全廃となっている。よって、この改正では職員が乗務する郵便列車は廃止となり、残った車内作業を伴わない運ぶだけの「護送便」も1986年（昭和61年）11月のダイヤ改正で全廃されている。

## その他
- ダイヤ改正に合わせて、それまでの「いい日旅立ち」に代わって郷ひろみのイメージソング「2億4千万の瞳」を使用した旅行推奨キャンペーンの「エキゾチック・ジャパン」や、漫才師のやすしきよしを起用した「トクトクきっぷ」のキャンペーンが実施された。
- 改正の時期から、改正ダイヤを掲載した「国鉄監修 交通公社の時刻表」（現、JTB時刻表）は「1・2月号」として発売された。また、ダイヤ改正号にあわせて「営業案内」のページのリニューアルが実施されている。
- 貨物列車が大幅に廃止されたことに伴い、貨物列車と機関車を共通で運用していたり、混合列車を運行していた多くの路線で客車による普通列車が廃止され、気動車に置き換えられた。また、それまで11年以上にわたり日本最長の普通列車であった山陰本線の門司発福知山行き「824列車」も、この改正で系統が分割された。
- 寝台車連結の普通列車はこの改正で「ながさき」が廃止、「はやたま」は寝台車の連結を中止して愛称が消滅[注 3]、「山陰」のみが残った。また「山陰」と改正前でいう「はやたま」（およびそれらと共通運用となる昼間の列車）には12系客車が使用されるようになり、同系列の普通列車への転用が本格的に開始された[注 4]。
- 九州島内の寝台特急でヘッドマークの取り付けが再開された。
- 麒麟麦酒は私有貨車（国鉄ホキ9800形貨車）による原料輸送、商品発送や瓶回収のためほとんどの工場に専用鉄道を設けていたが、ダイヤ改正を機にトラック輸送中心へ転換、鉄道輸送も効率を重視し有蓋車から鉄道コンテナに切り替えた。現在専用線が残るのは仙台工場のみとなっている。